# 小牧市立大城小学校
小牧市立大城小学校（こまきしりつおおしろしょうがっこう）は、愛知県小牧市にある市立の小学校である。

## 概要
小牧市内で最も新しく設立された小学校である。隣の桃ヶ丘小学校の児童数があまりに多すぎたため、急速にこの大城小学校が設立された。小牧市東部にある桃花台ニュータウンの城山地区にあり、篠岡小学校の大草地区（小牧ヶ丘を除く）、桃ヶ丘小学校の城山地区を学校区として開校された。開校当初は城山1丁目も校区だったが、児童数が学校の許容量を上回る可能性が出てきたため、1998年に城山1丁目が隣の桃ヶ丘小学校区に変更された。

## 沿革
- 1990年4月3日 - 開校
- 1992年3月25日 - 校舎増築
- 1997年 - 校舎増築
- 1998年4月1日 - 城山1丁目が大城小学校区から桃ヶ丘小学校区に変更される。

## 児童数
開校当初は少なかったが急速に増加していき、しばらくの間1,000名を上回っていた。市内で最大規模の学校だったが、最近は減少を見せている。

## 所在地
愛知県小牧市城山3丁目8番地

## 周辺
- サンコート桃花台
- 小牧市立大城保育園
- 旧・桃花台東駅 - 2006年10月1日に廃止。
- 中央自動車道
- ボンセジュール小牧